# Varidentella
Varidentella es un género de foraminífero bentónico de la subfamilia Miliolinellinae, de la familia Hauerinidae, de la superfamilia Milioloidea, del suborden Miliolina y del orden Miliolida. Su especie tipo es Miliolina reussi. Su rango cronoestratigráfico abarca desde el Tortoniense (Mioceno medio) hasta la Actualidad.

## Clasificación
Varidentella incluye a las siguientes especies:
- Varidentella akneriana
- Varidentella complanata
- Varidentella echinata
- Varidentella georgiana
- Varidentella lutea
- Varidentella nanae
- Varidentella neostriatula
- Varidentella protea
- Varidentella pseudocostata
- Varidentella reussi
- Varidentella rosea
- Varidentella rotunda
- Varidentella sarmatica
- Varidentella sulacensis
- Varidentella verchovi
- Varidentella volhynica